# اعتلال بيثلم العضلي
اعتلال بيثلم العضلي اعتلال عضلي جسمي سائد غالبًا، يُصنف على أنه شكل خلقي من سوء التغذية العضلي. هناك نوعان لاعتلال بيثلم العضلي، بحسب نوع الكولاجين المصاب.
اعتلال بيثلم العضلي 1، المعروف سابقًا باسم الاعتلال العضلي الجسمي السائد لحزام الطرف 5، ينجم عن طفرة في إحدى الجينات الثلاثة التي تشفر الكولاجين من النوع السادس. تشمل هذه الجينات سي أوه إل 6 إيه 1 وسي أوه إل 6 إيه 2 وسي أوه إل 6 إيه 3. عادةً ما يكون ذا وراثة جسمية سائدة، رغم أنه قد يكون في حالات نادرة ذا وراثة جسمية متنحية.
اعتلال بيثلم العضلي 2، المعروف سابقًا باسم متلازمة إيلرز دانلوس الاعتلالية العضلية، يحدث بسبب طفرة في تشفير الجين سي أوه إل 12 إيه 1 للكولاجين من النوع الثاني عشر. يعد ذا وراثة جسمية سائدة.
تشمل العلامات والأعراض النموذجية للمرض علامة جاور والمشي على أصابع القدم والتقفعات المتعددة في المفاصل (خاصةً الأصابع «علامة بيثلم») وتشوهات الجلد وضعف العضلات (الدانية أكثر من القاصية). بدايةً وفي مرحلة الطفولة المبكرة، قد يحدث أيضًا ارتخاء في المفاصل. لا يترافق اعتلال بيثلم العضلي سواء 1 أو 2 بإصابة قلبية، ما يساعد على تمييزه عن حثل إيمري دريفوس. لا يوجد علاج حاليًا للمرض ويتم علاج الأعراض لتخفيف شدتها وتحسين نوعية الحياة.
يمكن تشخيص اعتلال بيثلم العضلي بناءً على الفحوصات السريرية وقد يوصى بإجراء فحوصات مخبرية. يفضل إجراء الفحوصات الجينية للمتغيرات المرضية المعروفة. في حالة المتغيرات ذات الأهمية غير المؤكدة، يمكن فحص مزرعة الخلايا المولدة الليفية الجلدية للحصول على تشخيص دقيق.
يعد اعتلال بيثلم العضلي 1 مرضًا نادرًا يؤثر على 1 من كل 200,000 شخص؛ بينما يعد اعتلال بيثلم العضلي 2 مرضًا نادرًا للغاية وتبلغ نسبة الإصابة به أقل من 1 لكل 1,000,000.
وُصفت الحالة من قبل جاي. بيثلم و جي. كاي. فان ويجنغاردن في عام 1976.

## العلامات والأعراض
اعتلال بيثلم العضلي هو مرض عضلي بطيء الترقي ويتميز غالبًا بالتقفعات وتصلب العمود الفقري وتشوهات الجلد وضعف العضلات الدانية. قد تظهر الأعراض في وقت مبكر من مرحلة الطفولة، مع تقفعات نموذجية وفرط ارتخاء المفاصل؛ ومع ذلك، لدى بعض المرضى، قد تمر الأعراض دون أن يلاحظها أحد حتى مرحلة المراهقة أو البلوغ. عادةً ما يكون مستوى كيناز الكرياتين في الدم طبيعيًا أو مرتفعًا بشكل طفيف.
تشمل الأعراض المبكرة علامة جاور («تسلق» الفخذين باستخدام اليدين عند الوقوف من وضعية قرفصاء) والمشي على رؤوس الأصابع الناتج عن بداية حدوث التقفعات.
في وقت مبكر، قد يحدث ارتخاء العضلات القاصية (فرط الحركة)، ولكن جميع المصابين باعتلال بيثلم العضلي يصابون في النهاية بتقفعات متعددة في المفاصل: العضلات الطويلة المثنية لأصابع اليدين والمعصمين والمرفقين والوركين والركبتين والكاحلين. قد يحدث أيضًا حنف القدم أو الجنف أو تصلب العمود الفقري. تعد تشوهات الجلد شائعة، بما في ذلك تكون الجدرة و«ندب ورق السجائر» (الندب الضامرة) والجلد الناعم المخملي وتقرن الجريبات الشعرية.
تعد «علامة بيثلم» العلامة النموذجية لدى مرضى اعتلال بيثلم العضلي الذين يظهرون تقفعات العضلات الطويلة المثنية لأصابع اليدين. عند وضع راحتي اليدين بشكل مقابل لبعضهما البعض ومع رفع المرفقين، يحاول المرضى، دون جدوى، إطباق اليدين على بعضهما البعض بالكامل (بما يشبه إيماءة اليدين في أثناء الصلاة).

## التشخيص
يمكن تشخيص المرض بناءً على الفحص السريري، الذي يحدد العلامات والأعراض المرتبطة عمومًا بالمصابين بهذه الحالة. يُفضل إجراء الفحوصات الجينية للمتغيرات المرضية المعروفة، عن طريق اختبار الجينات سي أوه إل 6 إيه 1 وسي أوه إل 6 إيه 2 وسي أوه إل 6 إيه 3 وسي أوه إل 12 إيه 1. في حالة المتغيرات ذات الأهمية غير المؤكدة، يُستخدم فحص مزرعة الخلايا المولدة الليفية الجلدية للحصول على تشخيص دقيق.
يمكن إجراء فحوصات مخبرية إضافية قبل الفحوصات الجينية، مثل اختبار كيناز الكرياتين في الدم وتصوير العضلات بالرنين المغناطيسي وتخطيط كهربائية العضل.
يمكن افتراض تداخل الأنماط الظاهرية ما بين حثل أولريش العضلي الخلقي واعتلال بيثلم العضلي. في التشخيص التفريقي لمرض حثل أولريش العضلي الخلقي، يمكن أخذ اعتلال بيثلم العضلي في الاعتبار حتى لدى المرضى الذين لا يعانون من تقفعات الأصابع.

## العلاج
حاليًا، لا يوجد علاج لهذا المرض. يعد علاج الأعراض، الذي يهدف إلى تخفيف الأعراض وتحسين نوعية الحياة، الطريقة الرئيسية لتدبير اعتلال بيثلم العضلي. يُعتقد أن كلًا من العلاج الطبيعي وتمارين الإطالة والتركيبات التقويمية مثل الدعامات والجبائر ومعينات الحركة مثل أداة المشي أو الكرسي المتحرك مفيدة لحالة المريض.
يمكن النظر في الخيارات الجراحية في حالات نادرة، وذلك للمساعدة في الحد من تقفعات المفاصل أو الجنف. يمكن تخفيف تقلصات الساقين من خلال جراحة وتر الكعب، تليها الدعامة والعلاج الطبيعي المنتظم. قد تكون هناك حاجة إلى عمليات جراحية متكررة لإطالة أوتار الكعب في أثناء نمو الطفل إلى مرحلة البلوغ.

## علم الأوبئة
وفقًا لدراسة يابانية من عام 2007، يؤثر اعتلال بيثلم العضلي 1 على 1 من كل 200,000 شخص. قدرت دراسة أجريت عام 2009، حول انتشار داء العضلات الوراثي في إنجلترا الشمالية، معدل انتشار اعتلال بيثلم العضلي 1 بنحو 100,000:0.77. يُعتقد أن تشخيص حالتي اعتلال بيثلم العضلي 1 وحثل أولريش العضلي الخلقي بالشكل الصحيح أمر نادر. وُصفت كلتا الحالتين لدى أفراد من خلفيات إثنية متنوعة. تبلغ نسبة الإصابة باعتلال بيثلم العضلي 2 أقل من 1 لكل 1,000,000.